# Distretto di Yenipazar (Bilecik)
Il distretto di Yenipazar (in turco Yenipazar ilçesi) è uno dei distretti della provincia di Bilecik, in Turchia.